# Sum Arystotelesa
Sum Arystotelesa (Silurus aristotelis) – gatunek ryby z rodziny sumowatych (Siluridae), opisywany też pod nazwą parasum Arystotelesa (Parasilurus aristotelis). Nazwa gatunku nawiązuje do Arystotelesa, który w „Historia animalium” opisał biologię rozrodu tej ryby.

## Taksonomia
Autorstwo opisu tego gatunku pozostaje kwestią dyskusyjną. Sum Arystotelesa został opisany naukowo z Grecji pod nazwą Glanis aristotelis przez Agassiza (syntypy: MCZ 7938 (6), USNM 55895 (1)). W 1890 Samuel Garman zakwestionował poprawność tego opisu i w oparciu o te same syntypy zaproponował nazwę Silurus aristotelis. Stanowiska Garmana nie zostało jednomyślnie przyjęte przez taksonomów, ich zdania są podzielone.

## Występowanie
Jeziora Trichonida, Lyssimachia i Amvrakia w zlewisku rzeki Acheloos w zachodniej Grecji. Introdukowany w dwóch jeziorach północnej i zachodniej Grecji.

## Opis
Bardzo podobny do suma pospolitego (Silurus glanis), w odróżnieniu od niego posiada tylko 4 wąsiki wokół otworu gębowego (2 długie w szczęce i 2 krótkie w żuchwie). 

## Rozród
W czasie tarła samiec przygotowuje gniazdo, do którego samica składa zapłodnioną ikrę. Samiec opiekuje się ikrą przez 3–10 dni, do wylęgu narybku.